# Smalbekbaars
De smalbekbaars, ook bekend als zwarte baars, gouden baars, bruine baars of tijgerbaars (Sander canadensis) is een soort uit het geslacht Sander (syn. Stizostedion) van de familie Percidae. De soort komt verspreid voor in zowat het gehele Amerikaanse continent. Bij hengelaars staat de vis bekend als speels en goed eetbaar. Het gewicht van een volwassen smalbekbaars is ongeveer 7 kilo.

## Referentie
- Sander canadensis (TSN 650171). Integrated Taxonomic Information System. Opgehaald op 19 maart 2006.